# Les 5 000 Doigts du Dr T
Pour plus de détails, voir Fiche technique et Distribution.
Les 5 000 Doigts du Dr. T (The 5,000 Fingers of Dr. T) est un film américain pour enfants réalisé par Roy Rowland, sorti en 1953.

## Synopsis
Un petit garçon, Bart, s'endort sur ses exercices de piano. Il se retrouve dans un autre monde, sur lequel règne le docteur T. Cet être maléfique a emprisonné la mère de Bart, et enlevé 500 enfants pour qu'ils travaillent le piano en vue d'un concerto titanesque.

## Fiche technique
- Titre original : The 5,000 Fingers of Dr. T.
- Titre français : Les 5000 doigts du Dr. T
- Réalisation : Roy Rowland
- Scénario : Theodor Seuss Geisel et Allan Scott d'après un concept de Theodor Seuss Geisel
- Musique : Friedrich Hollaender, Heinz Roemheld et Hans J. Salter
- Directeur de la photographie : Franz Planer
- Montage : Al Clark
- Création des décors : Rudolph Sternad
- Direction artistique : Cary Odell
- Maquillages spéciaux : Clay Campbell
- Chorégraphe : Eugene Loring
- Producteur : Stanley Kramer
- Compagnie de production : Stanley Kramer Productions
- Compagnie de distribution : Columbia Pictures Corporation
- Pays de production :  États-Unis
- Langue : Anglais
- Son : Stéréo (Western Electric Recording)
- Image : Couleurs (Technicolor)
- Ratio écran : 1.37:1 (Diffusion en salles en 1:85:1)
- Format négatif : 35 mm
- Procédé cinématographique : Wonderama
- Durée : 88 minutes
- Genre : Fantaisie fantastique
- Dates de sortie : 
  - États-Unis : 19 juin 1953
  - France : 30 juillet 1954

## Distribution
- Tommy Rettig : Bart Collins
- Hans Conried : Docteur Terwilliker
- Mary Healy : Heloise Collins
- Peter Lind Hayes : August Zabladowski
- George Chakiris : un danseur
- Henry Kulky : Stroogo (non crédité)